# Sylvia Mabel Phillips
Dra. Sylvia Mabel Phillips ( 1945 ) es una botánica inglesa, y destacada agrostóloga, y ha trabajado extensamente en flora de China. También trabaja en una completa revisión del género Eriocaulon L. 1753 de África.

## Algunas publicaciones
- Phillips, SM. 1972. Columnea percrassa Gesneriaceae. D.l.: s.n.
- Sheng-lian Lu & Sylvia M. Phillips. "Agrostis". En Flora of China Vol. 22 pp. 317, 340, 348, 349, 351, 353, 358, 359, 361. Published by Science Press (Beijing) and Missouri Botanical Garden Press
- Zhen-lan Wu & Sylvia M. Phillips. "Aira". En Flora of China Vol. 22 pp. 316, 334. Published by Science Press (Beijing) and Missouri Botanical Garden Press
- Sheng-lian Lu & Sylvia M. Phillips. "Alopecurus". En Flora of China Vol. 22 pp. 316, 364. Published by Science Press (Beijing) and Missouri Botanical Garden Press.

## Honores

### Membresías
- de la Sociedad linneana de Londres.[3]

### Epónimos
- (Leguminosae) Tephrosia sylviae  Berhaut[4]
- (Orchidaceae) Eulophia sylviae Geerinck[5]
- (Orchidaceae) Habenaria sylviae Geerinck[6]
- (Poaceae) Eragrostis sylviae Cope[7]
- (Ranunculaceae) Ranunculus sylviae Gamisans[8]

- La abreviatura «S.M.Phillips» se emplea para indicar a Sylvia Mabel Phillips como autoridad en la descripción y clasificación científica de los vegetales.[9]